# 葛瑾
葛瑾，山東沂水人，明朝政治人物、進士出身。

## 生平
洪武十七年，山東鄉試中舉。洪武十八年，登進士。洪武二十八年，官至兵部侍郎。洪武二十九年被免。